# Carla Frangilli
 Carla Frangilli (* 11. Oktober 1988) ist eine für die Elfenbeinküste startende Bogenschützin italienischer Herkunft.

## Biographie
Mit dem Bogenschießen als Sportart hat Frangilli im Jahr 1996 begonnen, als sie gerade acht Jahre alt war. Ihre internationale Karriere begann im Jahr 2002. 2016 wurde sie im gemischten Gruppenwettkampf zur Afrikameisterin im Bogenschießens. Die Athletin, die schon für die Olympischen Spiele in Rio qualifiziert war, konnte wegen eines unerwarteten Problems mit ihrem Pass nicht teilnehmen.